# Aubade en quintette
Aubade en quintette op.6(?) est une pièce pour quintette à  vent composée en 1874 par Émile Pessard.
La pièce est publiée en 1874 aux éditions Alphonse Leduc.
La pièce comprend un seul mouvement marqué Andantino.

## Discographie sélective
- Casino Belle époque, maîtres français du XIXe siècle, avec le Concert impromptu (Pierre Verany, GB2028, 1996)[1]